# Sołowjowe (obwód doniecki)
Sołowjowe (ukr. Соловйове) – wieś na Ukrainie, w obwodzie donieckim, w rejonie pokrowskim, w hromadzie Oczeretyne. W 2001 liczyła 223 mieszkańców.